# Convention France Maghreb
La Convention France Maghreb est une convention annuelle créée en 2002 à Paris par Mohammed El Ouahdoudi, visant à promouvoir la coopération entre les acteurs économiques et sociaux de la France et des pays du Maghreb. Elle vise plus particulièrement à :
- développer des relations transversales dans l’espace France Maghreb ;
- identifier de nouveaux besoins et y apporter les réponses adaptées ;
- valoriser des réussites franco – maghrébines dans les domaines économiques ;
- créer des réseaux d’affaires spécialisés par domaines d’activités ;
- faciliter la rencontre entre les compétences et les entreprises.

La Convention France Maghreb propose des conférences et ateliers à ses participants. Les Trophées de la Convention France Maghreb récompensent chaque année des initiatives réussies et des parcours exemplaires dans l'espace France Maghreb, avec des partenaires comme l'Agence nationale pour la cohésion sociale et l'égalité des chances qui remet, à l'occasion de cette conférence, des Trophées de la Diversité aux entreprises et collectivités locales qui se sont distinguées par des actions dans le management de la diversité culturelle.
En 2015 la Convention France Maghreb devient Convention Europe Afrique du Nord.
En 2016 la Convention Europe Afrique du Nord est organisée à Bordeaux les 16 et 17 décembre au Palais de la Bourse. Site web www.france-northafrica.com
En 2017 et 2018 la Convention est organisée à Bordeaux également. Elle crée l'Association des réseaux économiques Europe Afrique du Nord (AREEA). 
En 2019 et 2020 elle est reportée pour cause de covid 19. Ella e lieu à Toulouse en décembre 2021. 
En 2022 la 18ème édition est organisé à Nouakchott les 21 et 22 novembre, feu Mohamed Yeslem Elvil qui en était Vice Président est décédé quelques jours avant sa tenue à Toulouse, où il devait participer. 
Sidi Khalifa, ancien MAE de la Mauritanie, actuel Secrétaire Général de l'Association des Maires de Mauritanie a pris le relais de feu Mohamed Yeslme Elvil en tant que Membre associé de l'Area.
L'APIM - AGENCE DE PROMOTION DES INVESTISSEMENTS DE LA MAURITANIE a confirmé par courrier son appui à la tenue de la 18ème édition à Nouakchott. 
www.france-northafrica.com
L'édition de 2023 s'est tenue également à Nouakchott en partenariat avec la Région de Nouakchott, l'Université de Nouakchott, et plusieurs partenaires de Mauritanie et d'autres pays.
La 20ème édition est prévue à Paris les 25 et 26 octobre 2024, elle met à l'honneur sept domaines prioritaires pour le partenariat Europe Afrique du Nord;
1-    Les innovations technologiques d’avenir
2-    Le partenariat industriel des deux rives
3-    Les révolutions agricoles
4-    La santé pour tous
5-    Financer son projet Europe-Afrique du Nord  
6-    Des énergies pour le développement
7-    Coopération décentralisée  
Les sept domaines de la 20ème édition seront illustrés par des conférences, des ateliers, et une exposition qui rassemblera des participants de plusieurs pays européens et africains.